# GQ
GQ (originalmente Gentlemen's Quarterly) é uma revista mensal sobre moda, estilo e cultura para os homens, através de artigos sobre alimentação, cinema, fitness, sexo, música, viagens, desporto, tecnologia e livros. É geralmente entendida como luxuosa e mais sofisticada do que a Maxim e a FHM.

## História
A Gentlemen's Quarterly foi lançada em 1957 nos Estados Unidos como Apparel Arts, uma revista trimestral para homens que foi publicada há muitos anos, em associação com a Esquire. A Apparel foi abandonada logo a partir da primavera de 1958.
Em 1983 a Conde Nast Publications assumiu a publicação e o editor Art Cooper mudou o rumo da revista, introduzindo artigos de outros temas para além da moda, e cria a GQ, uma revista de um modo geral para os homens, em concorrência com a Esquire. Posteriormente, foram lançadas edições internacionais e regionais, em adaptação da vendida nos Estados Unidos. Jim Nelson foi nomeado editor-chefe da GQ, em fevereiro de 2003; durante o seu mandato ele trabalhou tanto como escritor e editor da National Magazine Award. [carece de fontes?] Durante a chefia de Nelson, a GQ tornou-se mais orientada para leitores mais jovens e para aqueles que preferem um estilo mais casual.
A GQ é estreitamente associada à metrosexualidade. O escritor Mark Simpson cunhou o termo num artigo para o jornal britânico The Independent sobre a sua visita a uma exposição da GQ em Londres: "A promoção da metrosexualidade foi deixada para os homens do estilo das revistas, como a GQ, Esquire, Arena e FHM; os novos meios de comunicação social, que atingiu o seu auge nos anos oitenta, continua a crescer... Eles com as suas revistas cheias de imagens de homens jovens narcicistas e desportivos, com moda, roupas e acessórios. E eles persuadiram outros homens jovens para estudá-los com uma mistura de inveja e de desejo."
Em abril de 2011 foi lançada a versão brasileira da GQ através da joint-venture Editora Globo-Condé Nast, com a modelo Alessandra Ambrósio na capa e concedendo uma entrevista. Também foi entrevistado o arquiteto Oscar Niemeyer.

## Editores da GQ (EUA)
- Everett Mattlin (1957–1969)
- Jack Haber (1969–1983)
- Art Cooper (1983–2003)
- Jim Nelson (2003–2019)
- Will Welch (2019–presente)

## Publishers da GQ (EUA)
- Bernard J. Miller (1957–1975)
- Sal Schiliro (1975–1980)
- Steve Florio (1975–1985)
- Jack Kliger (1985–1988)
- Michael Clinton (1988–1994)
- Michael Perlis (1994–1995)
- Richard Beckman (1995–1999)
- Tom Florio (1999–2000)
- Ronald A. Galotti (2000–2003)
- Peter King Hunsinger (2003–2011)
- Chris Mitchell (2011–2014)
- Howard Mittman (2014–2017)

## Editores da GQ (Reino Unido)
- Paul Keers (1988–1990)
- Alexandra Shulman (1990–1992)
- Michael VerMeulen (1992–1995)
- James Brown (1997–1999)
- Dylan Jones (1999–2021)
- Adam Baidawi (2021–presente)

## Diretores da GQ (Brasil)
- Ricardo Franca Cruz (11/2010–12/2018)
- Dudi Machado (12/2018–12/2020)
- Daniel Bergamasco (12/2020–08/2023)
- Fred Di Giacomo (10/2023–presente)